# Psoralea walkingtonii
Psoralea walkingtonii är en ärtväxtart som beskrevs av Ferdinand von Mueller. Psoralea walkingtonii ingår i släktet Psoralea och familjen ärtväxter. Inga underarter finns listade i Catalogue of Life.